# Floreal Ruiz
Floreal Ruiz (* 29. März 1916 in Buenos Aires; † 17. April 1978), genannt El Tata, war ein argentinischer Tangosänger.

## Leben
Ruiz war in seiner Jugend mit Hugo del Carril befreundet, mit dem er bei privaten Anlässen auftrat. Als professioneller Sänger debütierte er beim Radio. 1938 nahm er unter dem Pseudonym Fabián Conde mit dem Orchester José Oteros die Marcha del Club Platense auf. Unter seinem eigenen Namen trat er erstmals 1942 in einer Show bei Radio Prieto auf. 1943 wurde er Sänger im Orchester von Alfredo De Angelis. Mit diesem nahm er acht Titel auf, darunter den Tango Marioneta von Juan José Guichandut und Armando Tagini, der fest zu seinem Repertoire gehörte, so dass er ihn später auch mit Aníbal Troilo und mit José Basso aufnahm.
1944 wurde er Nachfolger von Francisco Fiorentino im Orchester von Aníbal Troilo. Der zweite Sänger des Orchesters war Alberto Marino. Bis 1948 entstanden mit Troilo 31 Aufnahmen. Darauf wechselte er zu Francisco Rotundo, dessen Orchester er bis 1955 angehörte. Mit diesem nahm er 25 Titel auf. Seine nächste Station war das Orchester José Bassos, mit 40 weitere Aufnahmen entstanden. Weitere 45 Nummern nahm Ruiz ab 1966 mit den Orchestern Jorge Dragones, Luis Stazos und Osvaldo Requenas auf. 1977 produzierte er mit dem von Raúl Garello geleiteten Orquesta Típica Porteña fünfzehn Aufnahmen.

## Aufnahmen
- Marcha del Club Platense (mit José Otero)
- Marioneta (mit Alfredo De Angelis, später mit Aníbal Troilo und mit José Basso)

mit Aníbal Troilo
- Naranjo en flor
- De todo te olvidas (Cabeza de novia)
- La noche que te fuiste
- Equipaje
- Flor de lino
- Romance de barrio

mit Francisco Rotundo
- Aquel tapado de armiño
- Sobre el pucho
- El viejo vals (Duett mit Enrique Campos)

mit José Basso
- Muriéndome de amor
- Vieja amiga
- Como dos extraños

mit dem Orquesta Típica Porteña
- Buenos Aires conoce
- Y no puede ser
- Perfume de mujer
- Cuándo volverás
- Divina